# 费利切·丰塔纳
费利切·丰塔纳（義大利語：Felice Fontana，1730年4月15日—1805年3月）是一位意大利自然科学家，在1780年发现了水煤气转化反应，也是最早观察到细胞核的科学家。